# Borowe (obwód homelski)
Borowe (biał. Баравое, Barawoje; ros. Боровое, Borowoje) – agromiasteczko na Białorusi, w obwodzie homelskim, w rejonie lelczyckim, w sielsowiecie Borowe, nad Uborcią i przy drodze republikańskiej R36.

## Historia
W XIX i w początkach XX w. położone było w Rosji, w guberni mińskiej, w powiecie mozyrskim.
Po I wojnie światowej pod administracją polską, w Zarządzie Cywilnym Ziem Wschodnich, w okręgu brzeskim, w powiecie mozyrskim.
W wyniku postanowień traktatu ryskiego znalazło się w granicach Związku Sowieckiego. Od 1991 w niepodległej Białorusi.